# クサントス (ギリシア神話)
クサントス（古希: Ξάνθος, Xanthos, ラテン語: Xanthus）は、ギリシア神話の神、人物、あるいは馬である。主に、
- アキレウスの馬の1つ
- プトレマイオスの子

のほか数人が知られている。

## アキレウスの馬
このクサントスは、ギリシア神話に登場する名馬の1つである。ハルピュイアのポダルゲーと西風ゼピュロスの子で、バリオスと兄弟であり、不死であったとされる。またクサントスとバリオスはペーダソスとともに英雄アキレウスの持つ、3頭の名馬の1つでもあった。
クサントスとバリオスはもともとポセイドーンの馬だったが、ペーレウスとテティスが結婚したさいに贈られた。その後、アキレウスはトロイア戦争に2頭を連れていき、エーエティオーンとの戦争で得た名馬ペーダソスとの3頭で自分の戦車を引かせた。パトロクロスの死によってアキレウスが戦争に復帰したとき、ヘーラーはクサントスの口を借りてアキレウスに死の運命を予言した。
アキレウスの死後、クサントスとバリオスは再びポセイドーンの馬になったという。

## プトレマイオスの子
このクサントスは、テーバイの王プトレマイオスの子である。プトレマイオスに続いてテーバイの王となった。パウサニアースはクサントスはテーバイ最後の王と伝えている。アンドロポンポスと一騎打ちで戦ったが、アンドロポンポスの謀略で殺された。その後、テーバイでは王政は廃止された。

## その他のクサントス
- 河神スカマンドロスの別名[5]。
- イーナコスの兄弟[6]。
- パイノプスの子[7]。
- トラーキアの王ディオメーデースの人喰い馬の1つ[8]。
- ヘクトールの馬の1つ[9]。